# Chapelle Saint-Jean-Baptiste de Contz-les-Bains
La chapelle Saint-Jean-Baptiste de Contz-les-Bains est un édifice religieux situé dans le cimetière de Contz-les-Bains, en France.

## Généralités
La chapelle est située dans le cimetière, rue de la Chapelle, sur le territoire de la commune de Contz-les-Bains, dans le département de la Moselle, en région Grand Est, en France. Elle est sous le vocable de Saint-Jean-Baptiste.

## Histoire
Les hospitaliers de Saint-Jean s'installent à Nierderkontz, l'ancien nom de Contz-les-Bains. Ils érigent une église paroissiale qu'ils placent sous le vocable de Saint-Jean-Baptiste. Les armes de Arnould VI de Sierck (1386-1454) provenant de la nef permettent de dater l'édifice à la première moitié du XVe siècle. Depuis une date inconnue, il ne reste plus que le chœur et le transept. En 1871, une nouvelle église Saint-Jean-Baptiste est édifiée plus haut dans le village.
Les restes de la chapelle sont classés au titre des monuments historiques par arrêté du 6 décembre 1898,.

## Galerie

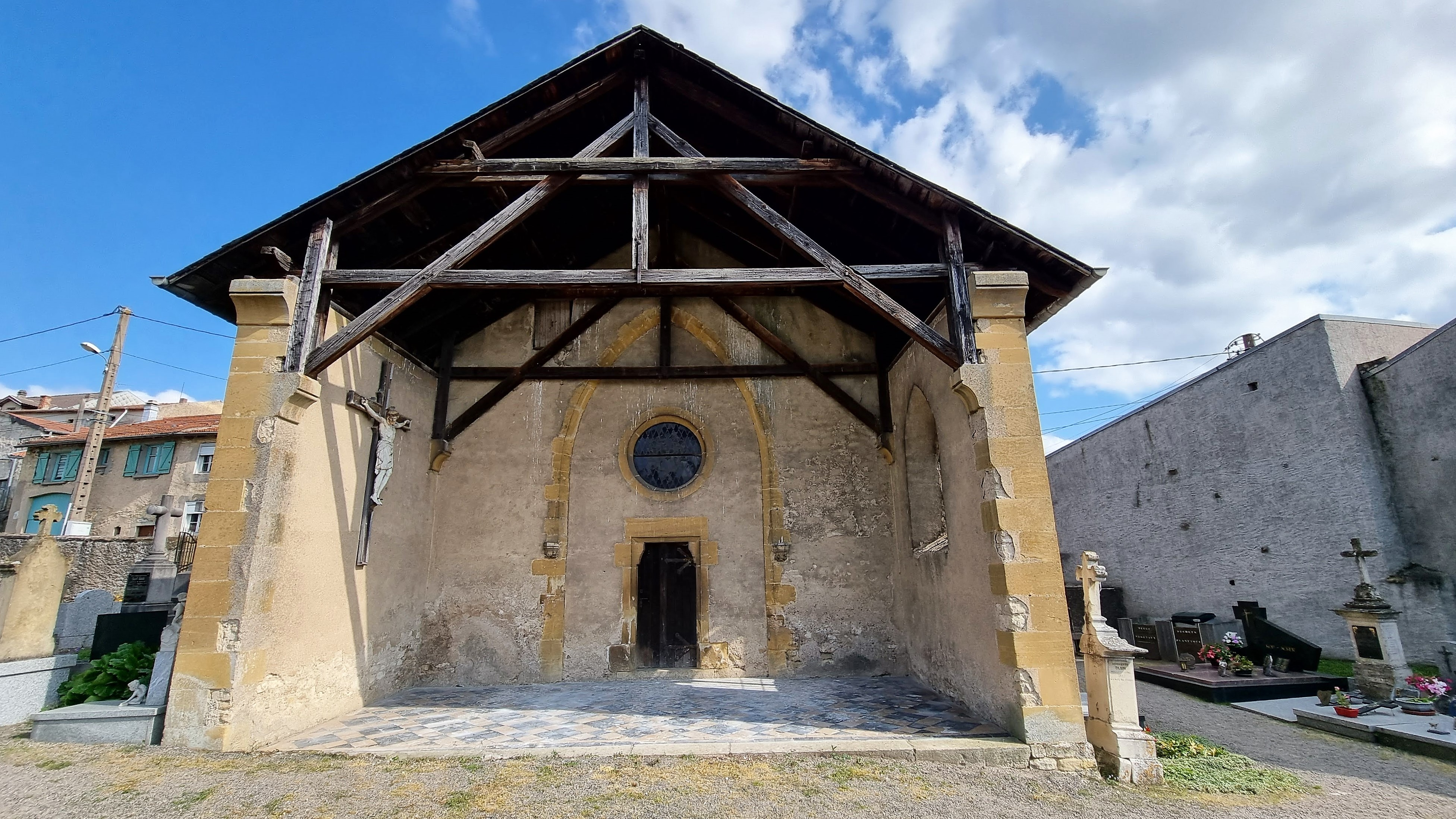
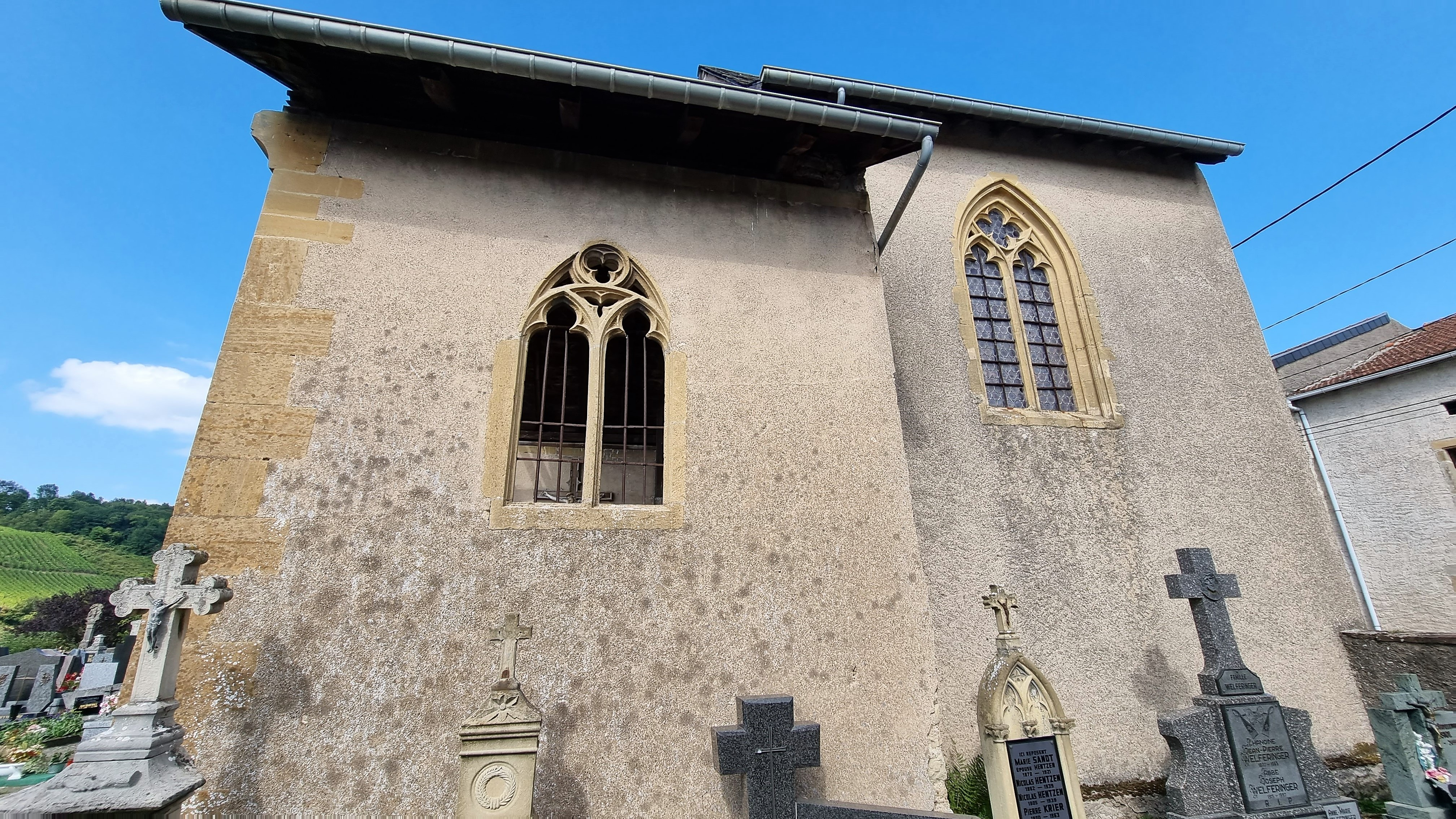
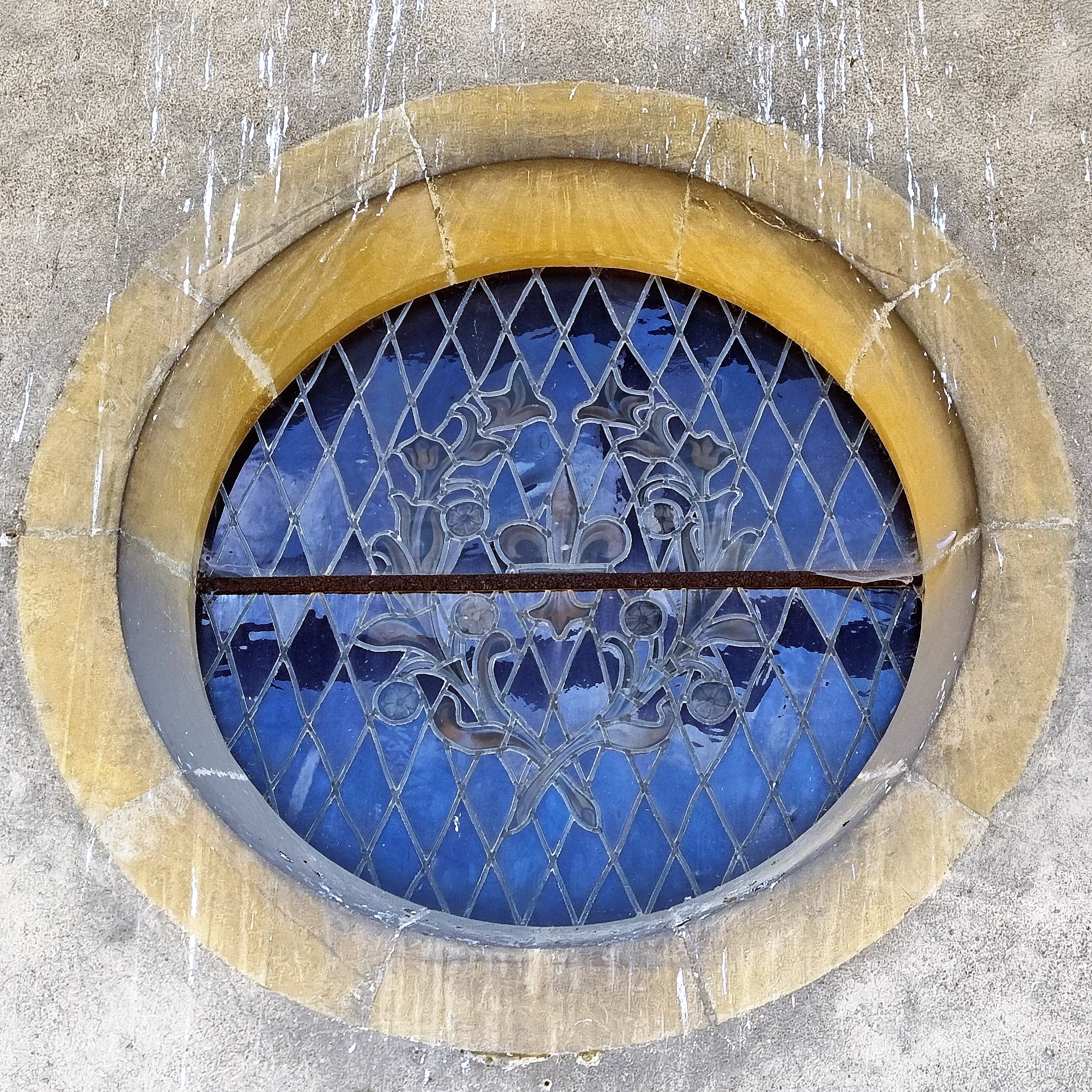
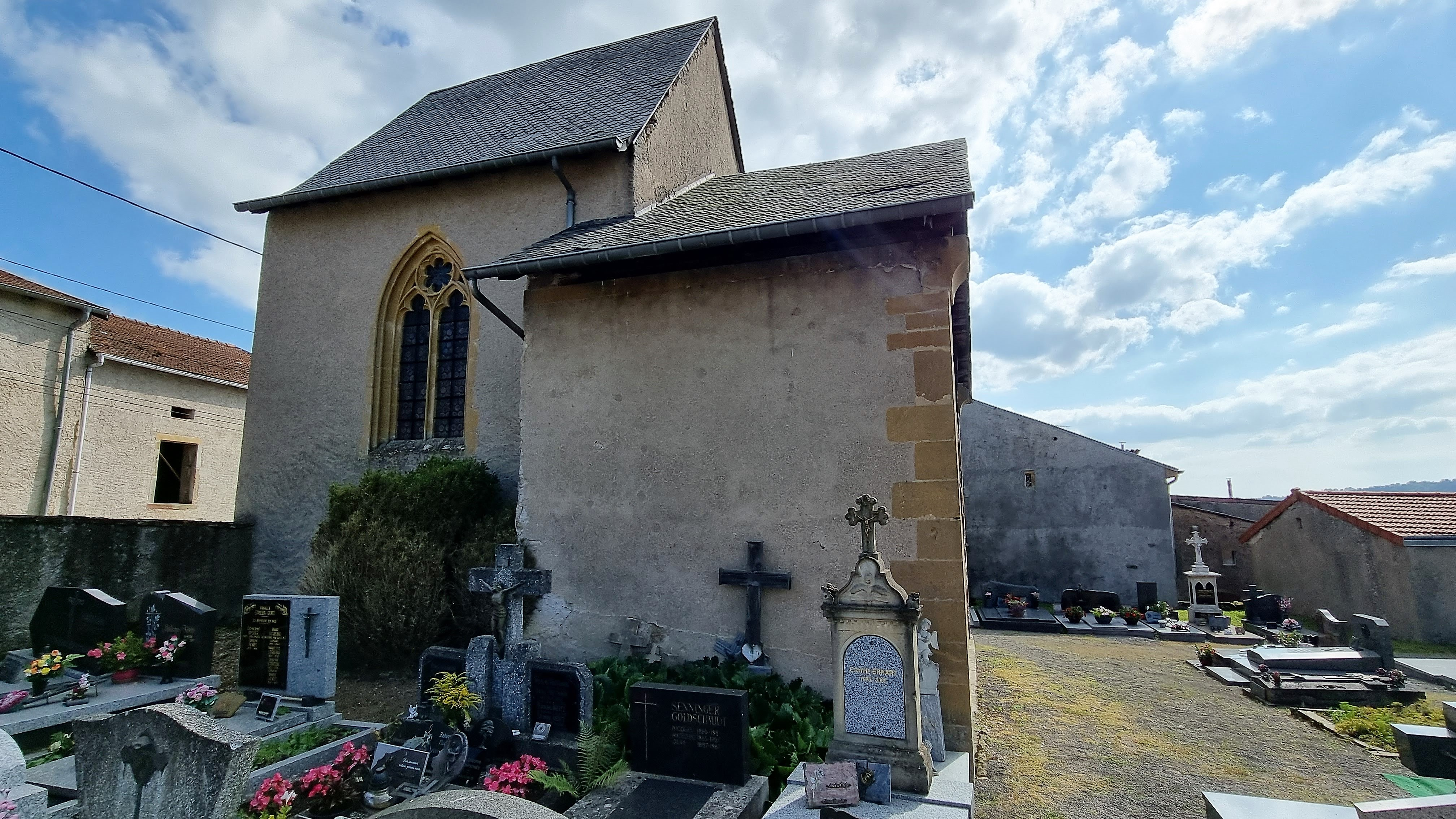